# Karl Friedrich von Gärtner
Karl Friedrich von Gärtner (1. maj 1772 i Kalw – 1. september 1850 dér) var en tysk botaniker og læge, søn af Joseph Gärtner.
Gärtner udgav 1805—07 Supplementum carpologiæ, seu continuatio operis Josephi Gaertner de fructibus et seminibus plantarum (med tavlerne 181—255).
Han vandt 1837 prisbelønningen fra akademiet i Haarlem for besvarelsen af en opgave om planternes bastardbefrugtning.
1849 udgav han sit vigtige, på over 9000 egne bastarderingsforsøg grundede arbejde Versuche und Beobachtungen über die Bastardzeugung.